# Туроснь-Косьцельна
Туроснь-Косьцельна (пол. Turośń Kościelna) — село в Польщі, у гміні Туроснь-Косьцельна Білостоцького повіту Підляського воєводства.
Населення — 701 особа (2011).
У 1975—1998 роках село належало до Білостоцького воєводства.

## Демографія
Демографічна структура станом на 31 березня 2011 року:
|          | Загалом | Допрацездатний вік | Працездатний вік | Постпрацездатний вік |
| -------- | ------- | ------------------ | ---------------- | -------------------- |
| Чоловіки | 347     | 79                 | 232              | 36                   |
| Жінки    | 354     | 77                 | 202              | 75                   |
| Разом    | 701     | 156                | 434              | 111                  |